# Qualitätsmerkmal
Ein Qualitätsmerkmal (engl. Quality characteristic) ist eine Eigenschaft einer Ware, die (zusammen mit anderen) die Qualität der Ware ausmacht oder auch ein „Zur Qualität einer Einheit beitragendes Merkmal“.
Umgangssprachlich werden unter Qualitätsmerkmalen häufig die außergewöhnlichen oder herausragenden qualitativen Merkmale verstanden, die ein Gut von anderen abhebt und somit für den Verkaufserfolg entscheidend sind. Per Definition versteht man unter ihnen jedoch komplett alle Merkmale.
Fast immer hängen sie eng mit ihrem Verwendungszweck zusammen und sind somit produktabhängig und häufig auch untereinander sehr ähnlich.

## Rolle der Qualitätsmerkmale
Qualitätsmerkmale bilden den Mittelpunkt für das Qualitätsmanagement, denn sie sind das Ziel aller Prozesse und Produkte. Oft sind Qualitätsmerkmale zugleich Prüfungsmerkmale, an denen die Qualität des Produktes oder des Prozesses beurteilt wird. Die Qualität verschiedener Produkte und Prozesse wird durch Merkmale beschrieben, die von Verkäufern und Käufern beurteilt werden. Dabei werden die Merkmale betrachtet, die dem jeweiligen Gut subjektiv von dem Betrachter zugeschrieben werden.
So können Güter aufsteigend ihrer Qualität unterschieden werden zwischen „Das Gut erfüllt nicht den gesetzten Zweck“ bis zu der, im allgemeinen Sprachgebrauch verwendeten, „guten Qualität“, das heißt „das Gut hat alle geforderten Merkmale und erfüllt deshalb den Zweck vollständig“.
Mit „gebrauchstauglich“ würde die Untergrenze der Qualität beschrieben werden.
Mögliche Qualitätsmerkmale für die Betrachtung könnten hierbei z. B. sein:
Gebrauchsnutzen
Das Gut muss den vorgestellten Zweck erfüllen
Zusatznutzen
Das Gut muss zusätzlichen Nutzen ermöglichen
Ausstattung
Das Gut muss komfortabel und im guten Design ausgestattet sein
Zuverlässigkeit
Es handelt sich hier um die Wahrscheinlichkeit mit der ein Produkt nach einer bestimmten Zeit Störungen oder Mängel aufweist
Normgerechtigkeit
Hier geht es um die Erfüllung technischer Normen
Haltbarkeit
Technische Haltbarkeit beschreibt die Häufigkeit des Gebrauchs, bis das Gut funktionsuntüchtig wird; die ökonomische Haltbarkeit bestimmt        die wirtschaftliche Nutzungsdauer
Kundendienst
Wie gut und wie schnell ist der Kundendienst
Ästhetik
Diese stark subjektive Eigenschaft sagt aus, wie sich das Produkt anfühlt, anhört,  schmeckt usw. und wie es aussieht
Qualitätsimage
Hier handelt es sich um die verbreitete Annahme über die Qualität.
Die Merkmale, auf die der Betrachter achtet, können hierbei aber sehr unterschiedlich sein, da Kunden z. B. eher auf Merkmale, wie die Haltbarkeit (Lebensdauer, Reparaturkosten) und Gebrauchsnutzen (Funktionen, Nutzleistungen, Bedienung), sowie Ästhetik oder Service achten werden, und die Hersteller dagegen mehr auf Herstellbarkeit oder gesetzliche Bestimmungen, sowie die Zuverlässigkeit und Genauigkeit der Maschinen.
Des Weiteren spielen Qualitätsmerkmale eine große Rolle in dem Produktlebenszyklus des entsprechenden Produkts. Sie werden in den einzelnen Phasen gestaltet und umgesetzt, vor allem in der Produktentwicklung und dem Produktdesign, in dem Produktionsprozess als auch dem Recycling am Ende der Nutzungsdauer.

## Merkmalsarten
Man kann zwischen vier Merkmalsarten unterscheiden, den quantitativen Merkmalen, die einen klassifizierenden und kennzeichnenden Charakter haben und unter die kontinuierliche und diskrete Merkmale fallen, und qualitative Merkmale, welche Ordinal- und Nominalmerkmale beinhalten.
Das heißt einige Merkmale haben eine Rangordnung und sind unterscheidbar in verschiedene Stufen, wie z. B. „klein“, „mittel“ und „groß“ (Ordinalmerkmale), andere haben jedoch keine Wertung und stehen gleichberechtigt nebeneinander, wie beispielsweise „gelb“ oder „blau“ und „weiblich“ oder „männlich“ (Nominalmerkmale).
Ein Sonderfall von Nominalmerkmalen ist die Unterscheidung in „wahr/falsch“ oder „qualitätsgerecht/nicht qualitätsgerecht“ als Alternativmerkmal mit Wertevorrat, was häufig vorkommen kann.
Diskrete Merkmale können abzählbar viele Merkmalsausprägungen annehmen (z. B. Zeilenanzahl in Textverarbeitungsprogrammen) und stetige Merkmale können jeden beliebigen Wert in einem Bereich (Intervall) annehmen (z. B. Temperatur).
Die qualitativen oder auch nicht-quantitativen Merkmale werden manchmal auch als Attributmerkmale bezeichnet.
Die quantitativen Merkmale werden jedoch möglichst bevorzugt (z. B. statt „giftig“ die Angabe einer toxischen Konzentration).
Außerdem können verschiedene Merkmale auch in Merkmalsgruppen zusammengefasst werden, die sich durchaus überlappen können. Beispiele hierfür wären unter anderem: Zuverlässigkeitsmerkmale, Sicherheitsmerkmale oder Umweltschutzmerkmale.
Um Qualitätsmerkmale zu analysieren, wird beispielsweise das Eight-dimension-of-quality-Konzept von David Garavin verwendet.

## Kundenkritische Qualitätsmerkmale
Die kundenkritischen Qualitätsmerkmale entsprechen den Schlüsselelementen der Qualität und spielen eine wichtige Rolle in der Verkaufsentscheidung der Kunden. Sie sind die Gesamtheit aller Produkt- und Dienstleistungsmerkmale, welche für das Kundenverhalten in irgendeiner Weise signifikant sein können. Wichtig ist es im Bereich Qualitätsmanagement, diese Qualitätsmerkmale durch Sollwerte, Toleranzen und Messbedingungen messbar zu machen, zu kennzeichnen und zu sichern sowie auch die damit verbundenen qualitätsfähigen Prozesse.
Die kundenkritischen Qualitätsmerkmale werden in produktbezogene Merkmale (Image, Sortiment, Zuverlässigkeit usw.) sowie in dienstleistungsbezogene Merkmale (Kundenberatung, Lieferzeit, Finanzierung, Gewährleistungen usw.) unterteilt. Maßgebend für die Gewichtung der einzelnen Merkmale ist die Kundensicht.
Zur Identifikation von kundenkritischen Merkmalen können zum Beispiel Kundenbefragungen, Kundendaten, Reklamationsauswertungen, Garantiefälle usw. herangezogen werden.

## Qualitäts-Merkmalmix
Die Qualitätsmerkmale hängen untereinander teilweise sehr eng zusammen, aber können sich auch teilweise sehr stark widersprechen. Dadurch können nicht für alle Produkte auf dem Markt die gleichen Qualitätsanforderungen definiert werden, sondern es müssen jedem Produkt individuelle Qualitätsmerkmale zugeschrieben werden. Sie sind also sehr stark produktabhängig. In der Regel wird dadurch ein produktspezifischer, ausgewogener Qualitäts-Merkmalmix erstellt. Für eine Software würde zum Beispiel folgender Qualitäts-Merkmalmix nach ISO 9126 infrage kommen:
- Funktionalität: Darunter ist zu verstehen, wie genau und angemessen die Software arbeitet sowie ihre Sicherheit.
- Zuverlässigkeit: Das heißt wie weit entwickelt die Software ist. Des Weiteren kommt es auf ihre Wiederherstellbarkeit und Fehlertoleranz an.
- Benutzbarkeit: Bedeutet wie leicht oder schwer die Software zu bedienen, zu erlernen und zu verstehen ist. Auch die Attraktivität spiegelt sich darunter wider.
- Effizienz: Wie schnell arbeitet eine Software und wie sieht dabei ihr Verbrauchsverhalten aus?
- Wartbarkeit: Darunter wird die Stabilität, Testbarkeit und Analysierbarkeit der Software, aber auch ihre Änderbarkeit verstanden.
- Portabilität: Ist die Software austauschbar und anpassbar und wie ist sie zu installieren?

In all den genannten Bereichen spielt auch ihre jeweilige Konformität eine Rolle. Die gezielte Gestaltung und Umsetzung dieser Merkmale nennt sich Qualitätspolitik.

## Weblink
- http://www.blackwellreference.com/public/tocnode?id=g9780631233176_chunk_g978140511096921_ss2-1